# Артычанка
Артычанка (бел. Артычанка) — река в Ивацевичском районе Брестской области Белоруссии, правый приток Щары.
Длина реки — 6 км. Начинается в 3,5 км на юго-запад от посёлка Сосновый Бор в лесном урочище Артычанка. В верхнем течении протекает по лесной (преимущественно сосна) болотистой местности. Через реку перекинуто 2 автомобильных моста на дорогах М1 и Р2. Впадает в Щару к востоку от деревни Вишневка. На всем протяжении канализирована.